# Amin Ghaseminejad
Amin Ghaseminejad (en persa: امین قاسمی‌نژاد‎; Babol, 22 de noviembre de 1986) es un futbolista iraní que juega en la demarcación de delantero para el Gol Gohar Sirjan FC de la Iran Pro League.

## Biografía
Empezó a formarse como futbolista en el Persepolis Qaem Shahr FC durante seis años, hasta que en 2013 fichó por el Sanaye Giti Pasand FC, haciendo así su debut como futbolista. Dos años más tarde se marchó al Machine Sazi FC, llegando a anotar 18 goles en 58 partidos jugados en dos temporadas de liga, y cinco goles en tres partidos de copa. En 2017 fue traspasado al Padideh FC, con el que debutó el 28 de julio de 2017 en un partido de la Iran Pro League contra el Paykan FC tras sustituir a Hossein Mehraban en el minuto 56.

## Clubes
| Club                  | País | Año         | Partidos | Goles |
| --------------------- | ---- | ----------- | -------- | ----- |
| Sanaye Giti Pasand FC | Irán | 2013 - 2015 | 41       | 17    |
| Machine Sazi FC       | Irán | 2015 - 2017 | 61       | 23    |
| Padideh FC            | Irán | 2017 - 2021 | 118      | 30    |
| Esteghlal FC          | Irán | 2021 - 2022 | 12       | 1     |
| Gol Gohar Sirjan FC   | Irán | 2022 -      | 16       | 0     |